# Capitalism: The Unknown Ideal
Capitalism: The Unknown Ideal (en français "Capitalisme : l'idéal inconnu") est un ouvrage d'Ayn Rand publié en 1966, regroupant plusieurs de ses essais, ainsi que quelques autres par ses associés Nathaniel Branden, Alan Greenspan et Robert Hessen. Le livre traite des aspects moraux du capitalisme de laissez-faire et de la propriété privée. Il offre une définition bien particulière du capitalisme, plus large que le simple respect du droit de propriété et de la libre entreprise. À ce jour, aucune traduction française de l'ouvrage n'a encore été publiée.

## Histoire
La plupart des essais contenus dans cet ouvrage sont tirés de The Objectivist Newsletter et de The Objectivist. La première édition fut publiée par la New American Library en 1966. Dans l'édition de poche publiée en 1967, deux essais supplémentaires furent ajoutés. En 1970 enfin, Rand modifia l'introduction du livre pour refléter sa rupture intellectuelle avec Nathaniel Branden (1930-2014).

## Contenu
Selon les mots de Rand elle-même, Capitalism : the Unknown Ideal est une défense d'ensemble du seul mode d'organisation de la société compatible avec les besoins de l'homme en tant qu'être rationnel, à savoir le capitalisme de laissez-faire.
À la suite d'une introduction par Rand, les essais sont regroupés dans deux grandes sections. La première, intitulée "Théorie et Histoire", rassemble des essais portant sur les bases théoriques du capitalisme et les différents arguments apportés en sa faveur au cours de l'histoire. Cette section comporte également un essai démontant les objections populaires au capitalisme. La seconde section, "Situation Actuelle", se concentre sur les principaux sujets politiques des années 1960, dont la guerre du Viêt Nam, les révoltes étudiantes, et l'encyclique Populorum progressio. En annexe, deux essais publiés précédemment dans La Vertu d'égoïsme complètent l'ouvrage.

## Principaux thèmes
Rand applique ici sa philosophie objectiviste aux questions politiques. Lorsqu'elle discute du capitalisme, elle entend le capitalisme de laissez-faire, dans lequel il existe une séparation entre l’État et l'économie, « de la même façon et pour les mêmes raisons que la séparation de l’Église et de l’État. » Et Rand précise : « Les Objectivistes ne sont pas des "conservateurs". Nous sommes des défenseurs radicaux du capitalisme ; nous nous battons pour cette base philosophique que le capitalisme n'avait pas et sans lequel il est condamné à périr. »
Rand explique que la plupart des gens ne savent pas ce qu'est véritablement le capitalisme, ignorent sa justification morale, et même ses succès historiques. Voilà pourquoi il représente un « idéal inconnu ».